# Gian Piero Galeazzi

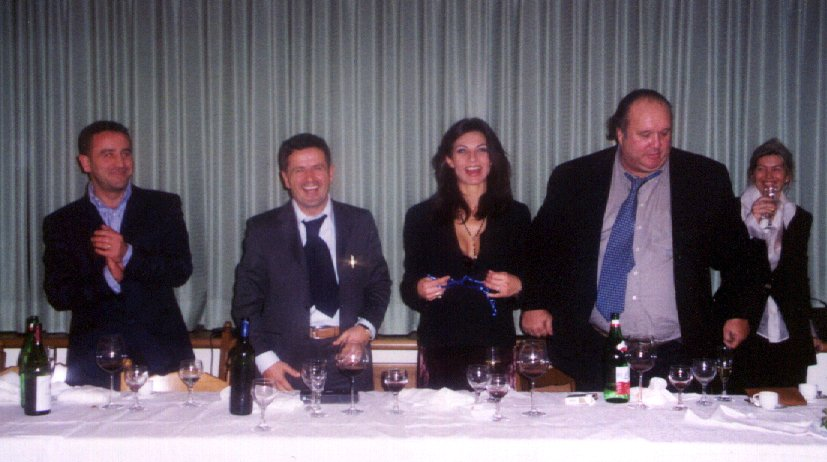
Gian Piero Galeazzi (rechts; 2001)

Gian Piero Daniele „Giampiero“ Galeazzi (* 18. Mai 1946 in Rom; † 12. November 2021 ebenda) war ein italienischer Journalist und Ruderer.

## Leben
Gian Piero Galeazzi studierte Wirtschaftswissenschaften und war aktiver Ruderer. 1967 wurde er italienischer Meister im Einer und 1968 im Zweier mit Giuliano Spingardi.
Nach seiner aktiven Laufbahn stellte ihn die RAI als Sportjournalisten ein. Seit 1992 moderierte er die italienische Ausgabe der Sportschau (90° Minuto). Er zählte zu den beliebtesten Personen des italienischen Fernsehens, nicht nur wegen seiner Leistungen, auch wegen seiner Statur. Aufgrund seines Übergewichts trug er den Spitznamen Bisteccone („Großes Steak“).